# چیما دی کاستلو
چیما دی کاستلو (به لاتین: Cima di Castello) یک کوه در سوئیس است که در کانتون گراوبوندن واقع شده‌است. چیما دی کاستلو ۳٬۳۷۹ متر بالاتر از سطح دریا واقع شده‌است.